# Президентские выборы в Руанде (2003)
Президентские выборы 2003 года в Руанде прошли 25 августа. Это были первые президентские выборы после окончания гражданской войны и первые многопартийные президентские выборы в истории страны. Победителем стал Поль Кагаме из Руандийского патриотического фронта (РПФ), добившись избрания на семилетний срок с 95 % голосов.

## Критика
Результаты были оспорены Фостеном Твагирамунгу, главным оппозиционным кандидатом, который утверждал, что «людей контролировали, люди были вынуждены голосовать. Невозможно, чтобы оппозиция получила только 3,7 % голосов. Что-то не так». Выборы были широко осуждены как нечестные некоторыми сторонними наблюдатели; по словам учёного Тимоти Лонгмана, «руандийское население испытало выборы не как переход к демократии, а как ряд принудительных мобилизаций, которые в конечном счёте помогли укрепить власть РПФ». Международная реакция была, тем не менее, приглушённой, что, по словам Филиппа Рейнтенса, укрепило РПФ в своей правоте. По мнению Рейнтенса, «после неудачи в Руанде в 1994 году международное сообщество снова сделало это в 2003 году, разрешив диктатуре захватить власть».
Ещё до выборов РПФ начал кампанию по запрету Республиканского демократического движения (РДД), которому было предъявлено обвинение в «разделении общества». Этот шаг подвергся критике со стороны Human Rights Watch, которая заявила: «Если РДД будет распущено, условия для выборов изменятся ещё более резко. Поскольку РДД единственная партия вне РПФ с какой-либо существенной поддержкой, она единственная, способная серьёзно оспаривать первенство если не на президентских, так хотя бы на парламентских выборах». В итоге РПФ добился своего: РДД было запрещено, а Фостен Твагирамунгу был вынужден баллотироваться как независимый кандидат.

## Результаты
| Кандидат                                                       | Кандидат                | Партия                           | Голоса    | %       |
| -------------------------------------------------------------- | ----------------------- | -------------------------------- | --------- | ------- |
|                                                                | Поль Кагаме             | Руандийский патриотический фронт | 3 544 777 | 95,05 % |
|                                                                | Фостен Твагирамунгу     | Независимый                      | 134 865   | 3,62 %  |
|                                                                | Жан-Непомусен Найинзира | Независимый                      | 49 634    | 1,38 %  |
| Источник: Historical Dictionary of Rwanda (New Edition). P. 52 |                         |                                  |           |         |